# Long et chaud été 1967
L'expression « Long et chaud été 1967 » (Long, hot summer of 1967 en anglais) désigne les 159 émeutes raciales qui ont eu lieu à travers les États-Unis en 1967. Elles surviennent après d'autres à Atlanta, Boston, Cincinnati, Buffalo, New York ou Tampa en juin. Puis en juillet, on en compte à Birmingham, Chicago, New York, Milwaukee, Minneapolis, New Britain, Rochester, Plainfield et surtout à Newark,, et Détroit. Ces émeutes conduisent le président américain Lyndon B. Johnson à constituer la commission Kerner pour enquêter sur leurs causes.
La même année connaît le Summer of Love.